# Gokstadsskeppet
Gokstadsskeppet, eller Gokstadskipet, var ett norskt krigsskepp och ett av de få vikingatida skepp som har bevarats till idag. Man fann skeppet 1880 vid en utgrävning av Kongshaugen, en stor gravhög i Gokstad, förutvarande Geirstad i Vestfold, nära Sandefjord och söder om Oslo i Sydnorge. 
Skeppet är helt byggt i ek. En dendrokronologisk undersökning har visat att virket höggs år 890. Kölen är huggen ur ett enda arton meter långt trästycke. De sexton borden (14 upp till århålen och två över), är fogade med järnnitar. Vid utgrävningen fann man inte bara långskeppet utan även tre småbåtar byggda i samma stil. I övrigt var föremålsfynden få på grund av plundring under forntiden.

## Utgrävningar
Enligt lokala sägner var Kongshaugen platsen för en kungagrav med rika skatter och strax efter nyår beslöt sönerna till markägaren att gräva sig in i den trots decennier av överplöjningar drygt fyra meter höga gravhögen då marken ännu var frusen. En arkeologintresserad handelsman lyckades dock höra talas om projektet, och meddelade ordföranden i Oslo antikvariska sällskap, Nicolay Nicolaysen. I början av februari reste han till Gokstad där grävningen startats på måfå, ett schakt från högens mitt ned mot botten. Ännu hade man inte påträffat något annat än några fragment av bearbetat trä. Nicolaysen lyckades övertala bondsönerna att skjuta upp sin grävning tills tjälen gått ur jorden, mot att i gengäld hjälpa dem att genomföra en regelrätt grävning senare på året. I slutet av april återkom han till platsen och utgrävningen började. 

Modell av Gokstadskeppet i Sjöhistoriska museets samlingar.

Nicolaysen beslutade att lägga ett schakt in mot högens centrum från kanten och började från söder. Under utgrävningens andra dag höll man på att gräva sig genom ett tjockt lager blålera, som oväntat verkade utgöra högens kärna, då man mitt i leran påträffade en vertikalt stående bearbetad bjälke. Framåt kvällen var det uppenbart att man påträffat stäven till ett vikingaskepp. Nicolaysen hade tidigare varit med om att preparera fram resterna av det femton meter långa skeppet i Borre, och deltog tillsammans med Oluf Rygh i utgrävningen av Tuneskeppet 1865. Han var därför ganska väl förberedd på att högen skulle kunna rymma ett skepp. Vad han inte var förberedd på, var att skeppets inpackning i blålera medfört att det kunnat bevarats i ett fantastiskt skick.
Sommaren 1880 blev ovanligt varm, något som underlättade arbetet, men inte visade sig välgörande för skeppet. Vartefter som skeppet frilades visade det en tendens att torka och bli skevt, och det blev nödvändigt att dränka in skeppet i vatten och täcka det med grankvistar för att fördröja avdunstningen. Trots detta blev många av skeppets träföremål skadade. 
Fartyget hade placerats på en bädd, som grävts till 1,2 meters djup i leran under högen, och hade hållits upprätt genom kraftiga horisontala bjälkar. Därefter hade det packats in upp till relingen i blålera och fyllts inuti med samma material, övertäckt med ett lager mossa och hasselgrenar. Masten, som skjutit upp över leran hade helt ruttnat bort.

## Ett kungaskepp

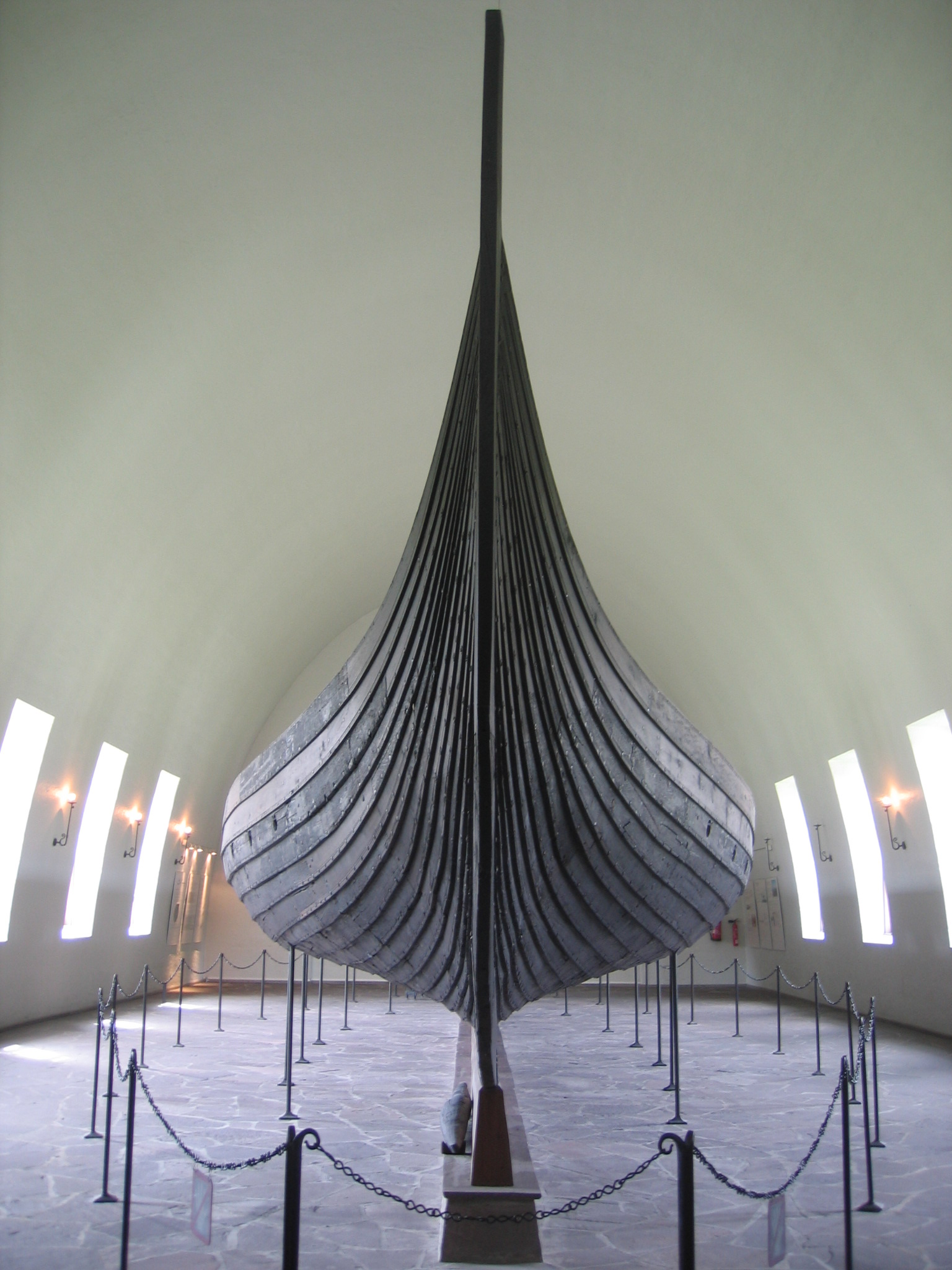
Gokstadskeppet

Skeppet är 23,8 meter långt, 5 meter brett midskepps men hade ett djupgående av endast 1,18 meter. Dess mast är belägen förhållandevis nära aktern och vid vindstilla väder har skeppet frambragts av sexton årpar. Bägge relingarna har bedömts varit besatta av 32 sköldar, varvid man således kan räkna med att besättningen har bestått av minst 64 man. Skeppets stävar är höga och spetsiga, och kölplankan är, i sammanhanget, av mycket stor dimension.
Då skeppet påträffades kunde man ännu se att sköldarna varit målade, varannan svart och varannan gul.
Då man kom fram till gravkammaren visade det sig att någon hade brutit sig in och plundrat denna. Vad som återstod var endast fragment av de troligen en gång rika gravgåvorna, metallknappar, spännen, remändesbeslag med mera. En våd av sidendamast med invävda guldtrådar gav en bild av de textilier som en gång bör ha funnits i graven. Därutöver fann man fragment av en träsäng, järnbeslag till flera kistor, ett spelbräde med pjäser, ena sidan liknande ett kvarnspel och andra sidan någon form av damspel samt en läderbörs. Bland fynden fanns de spridda benen av en man, över 180 cm lång. Han har varit över femtio år gammal då han dog och verkar ha lidit av så svår gikt att han delvis varit förlamad under slutet av sin levnad.
Det i skeppet återfunna skelettet kan vara kvarlevorna efter småkungen Olav Geirstadaalv Gudrödsson i Vestfold, en farbror till Harald Hårfager.
I övriga delar av skeppet som inte plundrats gjordes rikliga fynd: ett tält med fint utskurna pålar med drakhuvuden, en mängd tunnor och kaggar, en järnkittel med trefot, bägare, skålar, trätallrikar, fem sängställ och en släde. Därtill tre skeppsbåtar. Akter om gravkammaren, på botten av skeppet invid styråran låg ben och fjädrar av en påfågel. Tolv hästar och sex hundar hade också fått följa med.
Skeppet är i rekonstruerat skick utställt i Vikingskipshuset på Bygdøy i Oslo. Där visas också Osebergsskeppet och Tuneskeppet.
År 1893 hölls i Chicago en världsutställning till minne av 400-årsfirandet av Christofer Columbus seglats över Atlanten. Då byggde man i Norge en kopia av Gokstadsskeppet och seglade sedan med skeppet till utställningen i USA. Denna kopia finns fortfarande bevarad i Chicago.